# Мануйлівська волость
Мануйлівська волость — адміністративно-територіальна одиниця Новомосковського повіту Катеринославської губернії.
Станом на 1886 рік у складі було 3 поселення, 6 громад. Населення 1798 осіб (877 чоловічої статі і 921 — жіночої), 324 дворових господарств.
|                     | Площа, десятин | У тому числі орної, десятин |
| ------------------- | -------------- | --------------------------- |
| Сільських громад    | 1096           | 789                         |
| Приватної власності | 4096           | 1905                        |
| Іншої власності     | 916            | 26                          |
| Загалом             | 6108           | 2720                        |

Найбільші поселення волості:
- Мануйлівка — слобода над річкою Гнилокіш при її впадінні у Дніпро, 1494 осіб, 1 православна церква.
- Амур --- робітниче селище при станції Нижньодніпровськ-Пристань та Пристані.
- Нижньодніпровськ --- робітниче селище при станції Нижньодніпровськ .
- Бараф --- робітниче селище  на півнчний захід від села Мануйлівка.
- Сахалін --- робітниче селище на схід від села Мануйлівка.